# Акрофония
Акрофония (от др.-греч. ἄκρος — крайний и φωνή — звук) — образование новых слов из начальных букв слов словосочетаний, когда эти новые слова читаются не по алфавитным названиям букв, а по их звукам. По принципу акрофонии построены некоторые сложносокращённые слова в русском языке, например, вуз (высшее учебное заведение).

## В истории письменности
Термин акрофония используется также для обозначения формирования знаков фонетических систем, при котором уже имеющийся знак помимо своего первоначального смысла приобретает дополнительное (фонетическое) значение.
Это значение может соответствовать первому слогу или звуку слова, обозначающего изначальный смысл знака.
Так, в финикийском алфавите для записи каждой согласной использовались символические изображения объектов, названия которых на эту согласную начинаются; в древнеханаанейской и протосинайской письменностях, от которых происходит финикийский алфавит, эта же буква была значительно ближе к пиктограмме.
Например, финикийская буква, соответствующая звуку «b», записывается символом, изображающим дом («beit»): 𐤁, происходящим от древнехаананского знака 
 и протосинайского знака .
Принимается, что для заданного звука будет всегда использоваться один и тот же выбранный символ. Обратное не всегда верно: если в том же финикийском алфавите выбранные для обозначения звуков знаки не использовались больше в своём первоначальном значении (изображение дома использовалось только для записи звука «b», а не в смысле «дом»), то, скажем шумерская и египетская письменности позволяли одним и тем же знакам совмещать идеографическую (или пиктографическую) и фонетическую нагрузку.